# Shoshana Zuboff
Shoshana Zuboff (18 de novembro de 1951) é uma autora, professora, psicóloga social, filósofa e pesquisadora americana.
Zuboff é autora dos livros In the Age of the Smart Machine: The Future of Work and Power e The Support Economy: Why Corporations Are Failing Individuals and the Next Episode of Capitalism, coautorado com James Maxmin. The Age of Surveillance Capitalism: The Fight for a Human Future at the New Frontier of Power integra temas centrais de sua pesquisa: a Revolução Digital, a evolução do capitalismo, o surgimento histórico da individualidade psicológica e as condições para o desenvolvimento humano.
O trabalho dela é a fonte de muitos conceitos originais, incluindo "capitalismo de vigilância", "poder instrumental", "divisão do aprendizado na sociedade", "economias de ação", "meios de modificação comportamental", "civilização da informação", "trabalho mediado por computador", a dialética "automatizar/informar", "abstração do trabalho", "individualização do consumo" e "golpe de cima".

## Formação e educação
Shoshana Zuboff nasceu na Nova Inglaterra, mas passou grande parte da infância na Argentina. Ela obteve seu B.A. em filosofia pela Universidade de Chicago e seu PhD em psicologia social pela Universidade de Harvard. Zuboff é judia.

## Carreira
Zuboff ingressou na Harvard Business School (HBS) em 1981, onde se tornou Professora de Administração de Empresas Charles Edward Wilson e uma das primeiras mulheres a obter tenure na faculdade. Entre 2014 e 2015, ela foi Associada ao Berkman Klein Center for Internet and Society da Harvard Law School.

## Obras e pesquisas

### In the Age of the Smart Machine
O livro de Zuboff, In the Age of the Smart Machine: The Future of Work and Power, publicado em 1988, é um estudo sobre a tecnologia da informação no local de trabalho.
Os principais conceitos introduzidos neste livro relacionam-se ao conhecimento, à autoridade e ao poder no ambiente informacional. Entre eles, estão a dualidade da tecnologia da informação como uma ferramenta informativa e automatizadora; a abstração do trabalho associada à tecnologia da informação e suas demandas de habilidades intelectuais; o trabalho mediado por computador; o "panóptico da informação"; a tecnologia da informação como um desafio à autoridade gerencial e ao modelo de comando/controle; a construção social da tecnologia; a transição de uma divisão do trabalho para uma divisão do aprendizado; e os padrões colaborativos inerentes ao trabalho informacional, entre outros.

### The Support Economy
The Support Economy: Why Corporations Are Failing Individuals and the Next Episode of Capitalism (2002), coautorado com James Maxmin, é o resultado de uma pesquisa multidisciplinar que integra história, sociologia, administração e economia. O livro argumenta que a nova estrutura de demanda associada à "individualização do consumo" gerou falências institucionais generalizadas em todos os domínios, incluindo uma crescente divisão entre os indivíduos e as organizações comerciais das quais dependem.
Escrevendo antes do advento dos smartphones e do acesso generalizado à Internet, Zuboff e Maxmin sustentam que a criação de riqueza em uma sociedade individualizada exigiria a utilização de novas capacidades digitais para possibilitar um "capitalismo distribuído". Isso implicaria uma mudança do foco nas economias de escala, intensificação de ativos, concentração, controle central e transações anônimas no "espaço organizacional" para relações orientadas ao suporte no "espaço individual", com produtos e serviços configurados e distribuídos para atender desejos e necessidades individualizadas.

## Outras atividades

### Odyssey
Em 1993, fundou o programa de educação executiva "Odyssey: School for the Second Half of Life" na Harvard Business School, que abordava questões de transformação e renovação de carreira na meia-idade. Durante os doze anos de seu ensino e liderança, o Odyssey se destacou como o principal programa desse tipo no mundo.

#### Atuação fora do ambiente acadêmico
Além de seu trabalho acadêmico, ela levou suas ideias a diversas iniciativas comerciais e públicas/privadas por meio de palestras e seu envolvimento direto em projetos-chave, especialmente nas áreas de habitação social, saúde, educação e cuidados com idosos.
Zuboff também se tornou colunista de negócios, desenvolvendo e disseminando novos conceitos do livro The Support Economy. De 2003 a 2005, publicou suas ideias na coluna mensal "Evolving" da revista Fast Company. De 2007 a 2009, foi colunista destacada na Business Week.
De 2013 a 2016, foi colaboradora frequente do Frankfurter Allgemeine Zeitung (FAZ), onde publicou ensaios baseados em seu trabalho emergente sobre capitalismo de vigilância, tanto em alemão quanto em inglês. Em 2019, ela aprofundou sua crítica aos impactos sociais, políticos e econômicos das tecnologias digitais em The Age of Surveillance Capitalism.
Em 25 de setembro de 2020, foi nomeada uma dos 25 membros do Real Facebook Oversight Board, um grupo independente de monitoramento do Facebook.

## Livros
- In the Age of the Smart Machine: The Future of Work and Power (1988)[20]
- The Support Economy: Why Corporations Are Failing Individuals and the Next Episode of Capitalism (2002)
- The Age of Surveillance Capitalism: The Fight for a Human Future at the New Frontier of Power (Campus, 2018; PublicAffairs, 2019)